# Пелла (река)
Пелла (бел. Пела; пол. Ropka; лит. Pelkis) — река в Вилейском районе Минской области Белоруссии, правый приток реки Вилия. Длина — 15,1 километра, ширина — до 5 метров.

## Происхождение названия
Название реки имеет балтийское происхождение, — лит. pelkis (pelke) обозначает, — торфяник, лужа. На польских картах (до 1939 г.) река Пелла упоминалась как Ropka (болото).

## Описание
Начинается в болоте в лесу между дд. Галиново и Осовец, северо-восточнее агрогородка Куренец. Впадает в Вилию ниже водосброса Вилейского водохранилища на южной окраине города Вилейка. В верхнем и среднем течении река канализирована, в нижнем течении сохранено естественное слабоизвилистое русло. Уровень воды регулируется шлюзом, оборудованным вблизи деревни Ивонцевичи.
Реку пересекает автодорога Р29 Ушачи — Докшицы — Вилейка и железнодорожная ветка Полоцк — Вилейка — Молодечно.